# Benedikt Last
Benedikt Last (* 28. Mai 1994 in Bensheim) ist ein ehemaliger deutscher Mountainbiker, der sich auf die Disziplin Four Cross spezialisiert hatte.

## Sportlicher Werdegang
Last ist der national erfolgreichste deutsche Four Cross-Fahrer der 2010er Jahre. Von 2013 bis 2019 gewann er fünfmal die nationalen Meisterschaften, zuletzt 2019.
Seinen international größten Erfolg erzielte er 2015, als er bei den UCI-Mountainbike-Weltmeisterschaften die Bronzemedaille gewann. Daneben konnte er drei Rennen European Fourcross Series gewinnen.
Seit der Saison 2022 wird Last nicht mehr in den Ergebnislisten der UCI geführt.

## Trivia
In den Jahren 2019 und 2020 war Last Teilnehmer in der Fernsehshow Ninja Warrior Germany, 2020 erreichte er das Halbfinale.

## Erfolge
| 2013 - Deutscher Meister – Four Cross 4X 2014 - Deutscher Meister – Four Cross 4X 2015 - Weltmeisterschaften – Four Cross 4X 2016 - Deutscher Meister – Four Cross 4X | 2017 - Deutscher Meister – Four Cross 4X - zwei Erfolge European Fourcross Series 2018 - ein Erfolg European Fourcross Series 2019 - Deutscher Meister – Four Cross 4X |